# Тарасюк Василь
Василь Тарасюк (1884, с. Свидова, нині Чортківського району Тернопільської області — 26 листопада 1963, м. Вінніпег, Канада) — український громадський діяч.

## Життєпис
Від 1910 — у Канаді (Вінніпег), де закликав і провадив шевську майстерню, член-засновник товариства «Взаємна поміч», діяльний у товаристві «Боян», Українському народному домі, де організатор і керівник молодіжного струнного оркестру.
Активіст інших громадських організацій української діаспори.